# كارلو انريكو رافا
كارلو إنريكو رافا (1903-1985) (بالإيطالية: Carlo Enrico Rava) هو مهندس معماري إيطالي. وهو لا يزال غير معروف كثيرا بالنسبة لفترة «عمارة الحداثة» الإيطالي، وذلك لأن حياة وأعمال هذا الفنان على مدى السنوات القليلة الماضية معقدة وتخضع لفحص دقيق.
ولد رافا في عام 1903 بالقرب من مدينة كومو شمال إيطاليا، وتخرج من جامعة بوليتكنيكو الشهيرة في ميلانو في عام 1926 . وفي العام نفسه كان جنبا إلى جنب مع ستة مهندسين معماريين شباب على رأسهم جوزيبي تيراجني، لويجي فيجيني، جينو بوليني. وكان المؤسس المشارك لـ «جروبو 7» وهي المجموعة التي اعتمدت على المهندسين المعماريين الشباب الموهوبين والتي تهدف «للحـداثة» الفنية و «العقلانيـة» ونشرت معتقداتها التي تتعلق بـ «بناية جديدة وحقيقية» في العديد من مقالات المجلات.
تلقت «جروبو 7» الاهتمام الدولي في معرض فيركبوند سنة 1927 في شتوتغارت بألمانيا وقدمت عدة مشاريع وتصاميم هناك، وحتى بعد مغادرة رافا للمجموعة عام 1929، واصل المشاركة في المعارض الدولية. بحلول نهاية 1920s، بدأ في الانخراط في الهندسة المعمارية للمستعمرات الإيطالية. كما زار الأراضي المحتلة في أفريقيا. وقال أنه نشر الكتب والمقالات حول المشاكل الحضرية والمعمارية، والتي تعكس حرصه الشديد على «العمارة الاستعمارية الحديثة»، وفي هذا السياق لجأ رافا إلى التقاليد المعمارية الأفريقية والعربية في مشاريع بناء بلده للمستعمرات، وقام بالجمع بين العناصر المحلية والعتيقة للوصول إلى «عقلانية البحر الأبيض المتوسط».